# 威浮球

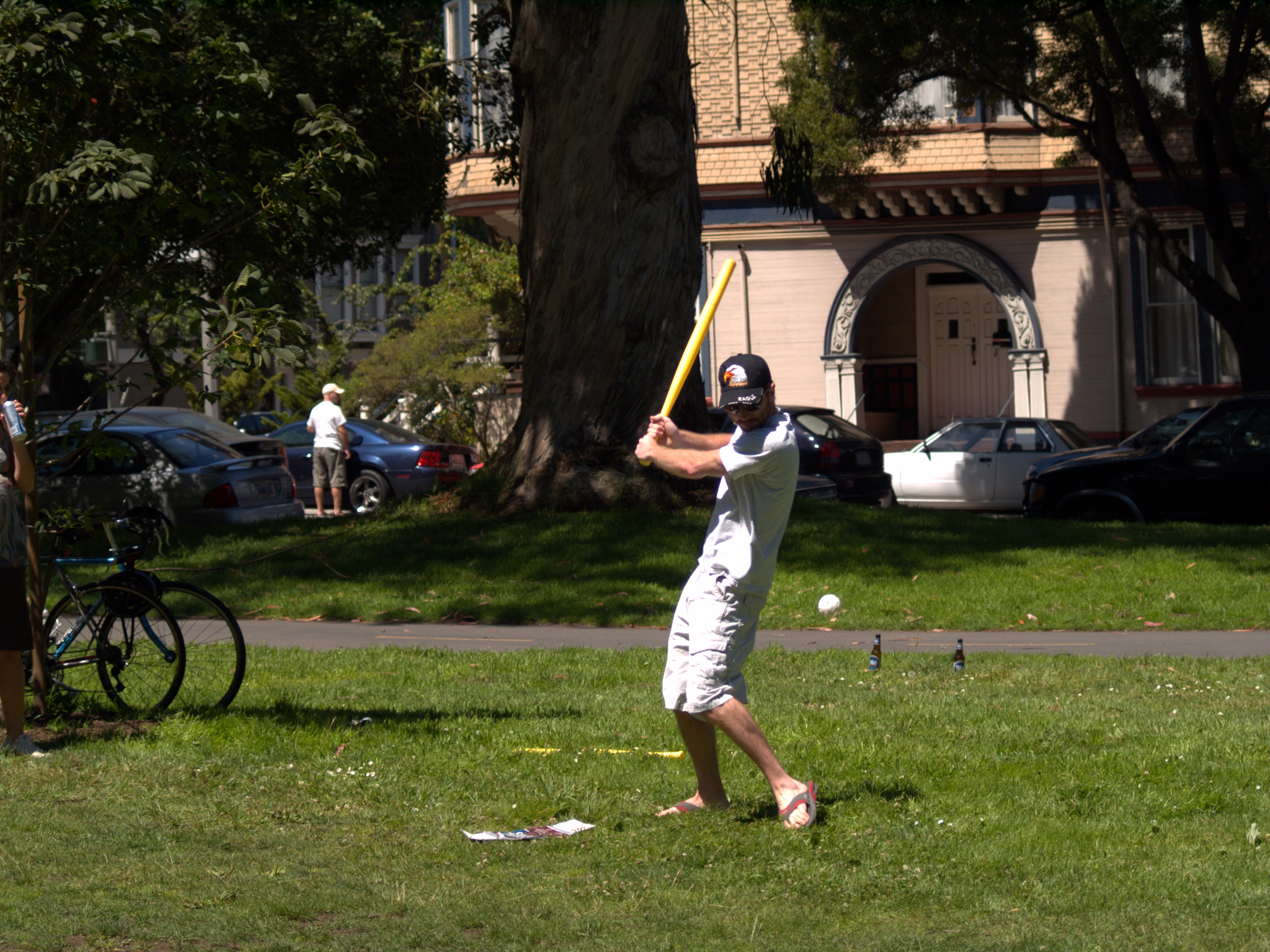
在公園打威浮球

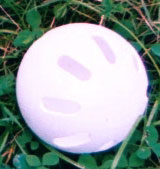
威浮球的風孔設計

威浮球（英語：Wiffle Ball），是一種改良過的棒球，由美國人大衛·穆蘭尼（David N. Mullany）於1953年所發明。藉由投出去的空氣風速流動，造成變化速度極大的變化球，只要是握法正確，不用像專業棒球運動員的標準姿勢，就可以投出比棒球幅度還大的變化球，這種球是由塑膠做成，上面有八個風孔，內部中空，打不遠但也不容易造成受傷，可說是室內戶外皆能參與的運動。台灣旅美職業棒球投手王建民以威浮球練習變化球，而逐漸傳到台灣。
1977年起，在美國與歐洲有舉辦威浮球錦標賽，美國國內也有威浮球聯賽的聯盟，最著名的有美國威夫球協會（AWA），及威夫球大聯盟（MLW）。

## 外部連結
- 官方网站